# 梁宁
梁宁（1959年5月8日—），女，北京出生，成长于广州，美籍女中音歌唱家，曾任中国音乐家协会理事，现任华侨大学音乐舞蹈学院院长。毕业于中央音乐学院本科、美国纽约朱利亚音乐学院音乐硕士；北京大学国家发展研究院工商管理硕士。中央音乐学院、中国音乐学院、上海音乐学院声乐客座教授。
1984年在芬兰赫尔辛基举行的米丽亚姆海林国际声乐大赛（当年她因此获得了“全国新长征突击手”、“年度十大新闻人物”等荣誉）；
1985年在美国费城举行的帕瓦罗蒂国际声乐大赛；
1988年在洛杉矶举行的罗伦萨切里国际声乐大赛。

### 受聘
梁宁曾先后受聘于各著名歌剧院，足迹遍布国际上所有重要的音乐之都：奥地利维也纳，德国柏林、汉堡、慕尼黑、斯图加特，德累斯登，意大利米兰、伯罗尼亚，美国纽约、华盛顿、费城，芬兰赫尔辛基，法国巴黎、马赛，荷兰阿姆斯特丹、比利时皇家歌剧院、以色列特拉维夫-雅法、加拿大多伦多，希腊雅典、英国卡地夫，挪威，阿根廷……也以卓越的表现和演唱才能塑造了众多不同风格的重要歌剧角色，奠定了她在国际歌剧舞台上的声誉和地位。[135]
第一位在意大利米兰拉斯卡拉歌剧院演唱的中国人。
第一位在维也纳国家歌剧院演唱的中国人。
第一位在德国汉堡，柏林国家歌剧院，慕尼黑，德累斯登及斯图加特演唱歌剧的中国人。
第一位在以色列国家歌剧院演唱的中国人。
第一位在美国纽约大都会歌剧院演唱经典歌剧《玫瑰骑士》的中国人。
梁宁曾与当今许多驰名世界乐坛的指挥家合作演出过，他们中有朱赛佩·西诺波利、加里·贝蒂尼、里卡多·穆蒂、科林·戴维斯爵士、克里斯蒂·蒂勒曼、伊利亚胡·英巴尔、彼德·施赖埃尔、盖尔德·阿尔布莱希特和詹姆斯·康伦等等。 梁宁同时还应邀参加过世界上无数著名音乐节及独唱音乐会演出。如维也纳音乐节、奥地利布雷兹根音乐节、德国石勒斯维格-菏尔斯泰音乐节、德累斯顿、路德维希斯堡音乐节、巴德·基辛根音乐节、芬兰萨文林纳音乐节，芝加哥拉威尼亚音乐节等以及在中国北京、中国上海、中国香港、台湾，英国伦敦，法国巴黎，美国纽约、旧金山，菲律宾，新加坡，芬兰赫尔辛基，加拿大多伦多，比利时安特卫普等地举行过音乐会及独唱音乐会

## 经历

### 学习经历
1983年7月中央音乐学院声乐专业学士毕业[106]
1986年1月获美国印地安娜大学全额奖学金，后改报朱莉亚音乐学院被顺利录取，并再次获得奖学金
1989年5月美国纽约朱利亚音乐学院声乐专业音乐学硕士毕业
2012年北京大学国家发展研究院攻读工商管理学硕士
2014年6月北京大学工商管理硕士毕业
2018年美国纽约福坦莫和中国北大国家发展研究院工商管理学在读博士

### 工作经历
1989.9起，德国/法国/美国等国家歌剧演唱家
2004.9-2005.11 中央音乐学院教授
2005.4-2010.9  中国音乐学院声歌系副主任
2014.4起，任中国华侨大学音乐舞蹈学院院长

### 社会兼职及其他事项
中央音乐学院 客座教授 （兼职）
上海音乐学院 客座教授（兼职）
广州大剧院签约艺术顾问

### 艺术成长经历
求学
梁宁1986年1月赴美国纽约朱利亚音乐学院求学，1989年获音乐硕士学位。